# Байкова вулиця (Київ)
Ба́йкова ву́лиця — вулиця в Голосіївському районі міста Києва, місцевість Байкова гора. Пролягає від вулиці Миколи Грінченка до Забайківської вулиці.
Прилучаються Богунський провулок і Гайдамацька вулиця.

## Історія
Вулиця відома з кінця XIX століття під такою ж назвою (від місцевості Байкова гора). У першій половині 1910-х років отримала назву Дьяківська. 
З другої половини 1920-х років мала назву вулиця Шмідта, на честь російського та українського моряка, учасника революції 1905 року лейтенанта Петра Шмідта. 
Сучасну назву відновлено у 1944 році (повторне рішення про перейменування — 1952 року).

## Установи та заклади
За адресою Байкова вулиця, 6, розташовано Байкове кладовище, у № 16 — міський крематорій. На Байковій вулиці, 7, стоїть колишній панський особняк, пізніше — житловий будинок.